# Calpulalpan, Veracruz
Calpulalpan är en ort i Mexiko.   Den ligger i kommunen Jalacingo och delstaten Veracruz, i den sydöstra delen av landet, 200 km öster om huvudstaden Mexico City. Calpulalpan ligger 2 256 meter över havet och antalet invånare är 899.
Terrängen runt Calpulalpan är huvudsakligen kuperad, men söderut är den platt. Runt Calpulalpan är det ganska tätbefolkat, med 90 invånare per kvadratkilometer. Närmaste större samhälle är Teziutlan, 13,9 km nordväst om Calpulalpan. Trakten runt Calpulalpan består till största delen av jordbruksmark.